# Guangpu
Guangpu (kinesiska: 广普) är en köping i sydvästra Kina. Den ligger i stadsdistriktet Bishan i storstadsområdet Chongqing, omkring 48 kilometer sydväst om det centrala stadsdistriktet Yuzhong. Antalet invånare är 18 002. Befolkningen består av 8 794 kvinnor och 9 208 män. Barn under 15 år utgör 15,0 %, vuxna 15-64 år 66 %, och äldre över 65 år 18,0 %.